# テム・サ
テム・サ（トルコ語: Temsa Sabancı Motor Şirketler Grubu）は、サバンジュ財閥の傘下にあるトルコの商用車（バス・トラック）の車体製造会社（コーチビルダー）。

## 概要
テム・サは1968年に、建設業へ鋼鉄を供給するための企業として創立された。商用車の生産は、三菱自動車とライセンス生産・販売協定を結んで、1984年に車体製造を、1987年にバスの製造を開始した。
テム・サの商用車は、三菱、MAN、DAF、カミンズ、キャタピラー社のエンジンと部品を基に組み立てており、いずれもヨーロッパ排気ガス基準（Euro3、Euro4、及びEuro5）を満たしている。
2000年以降、コーチに用いられる全てのレンジは、マンのエンジンと車軸、及びにZFのトランスミッションを利用し、西ヨーロッパ市場向けに開発されている。
テム・サは異なったエンジンの使用に際し、独自的で柔軟な対応をすることで製品開発を進め、市場からの注文に即した製品提供を行うようになっている。
テム・サはベルギーに子会社の「テム・サ・ヨーロッパ」（TEMSA Europe）を設立しており、テム・サ・ヨーロッパは幾つかの代理店をドイツ、フランス、イタリア、スペインといった国々で設立・管理している。
現在、テム・サはヨーロッパのバス市場において約7％のシェアを獲得している。また、バスは年間で一千台程が生産されるが、そのうちの75％程は輸出されている。

## 現在の製造車種

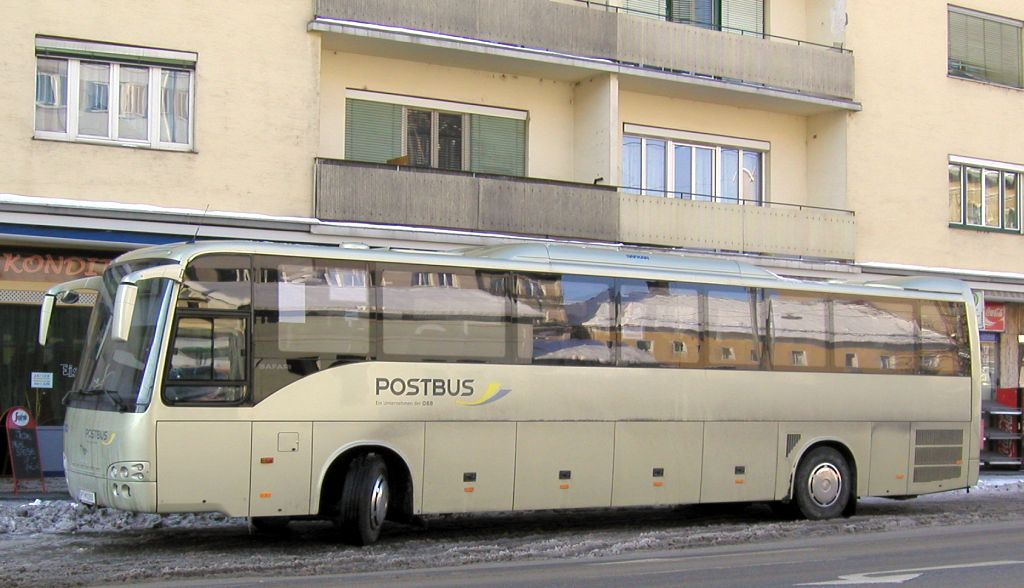
2005年製のTEMSA Safari IC

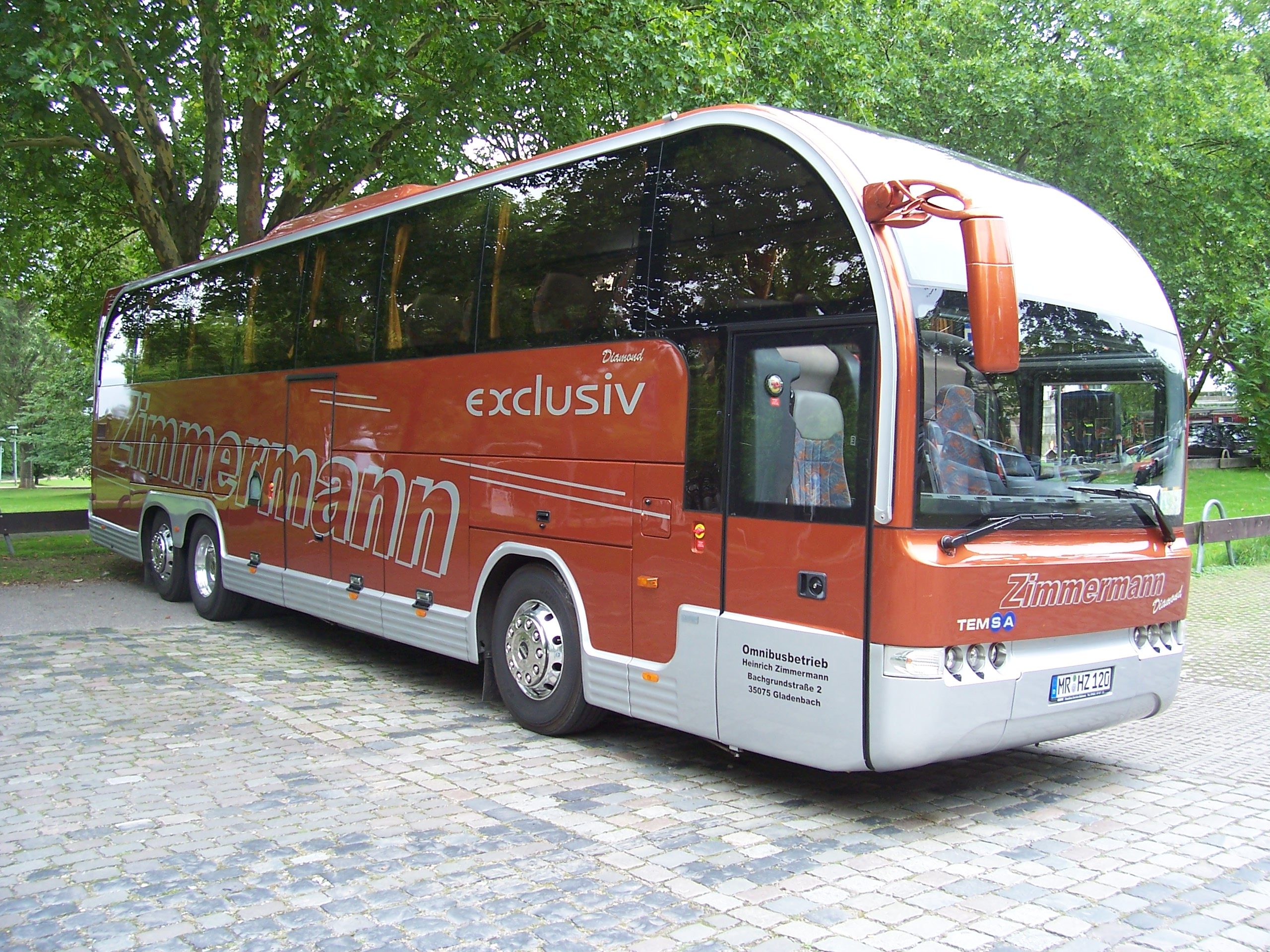
Temsa Diamond

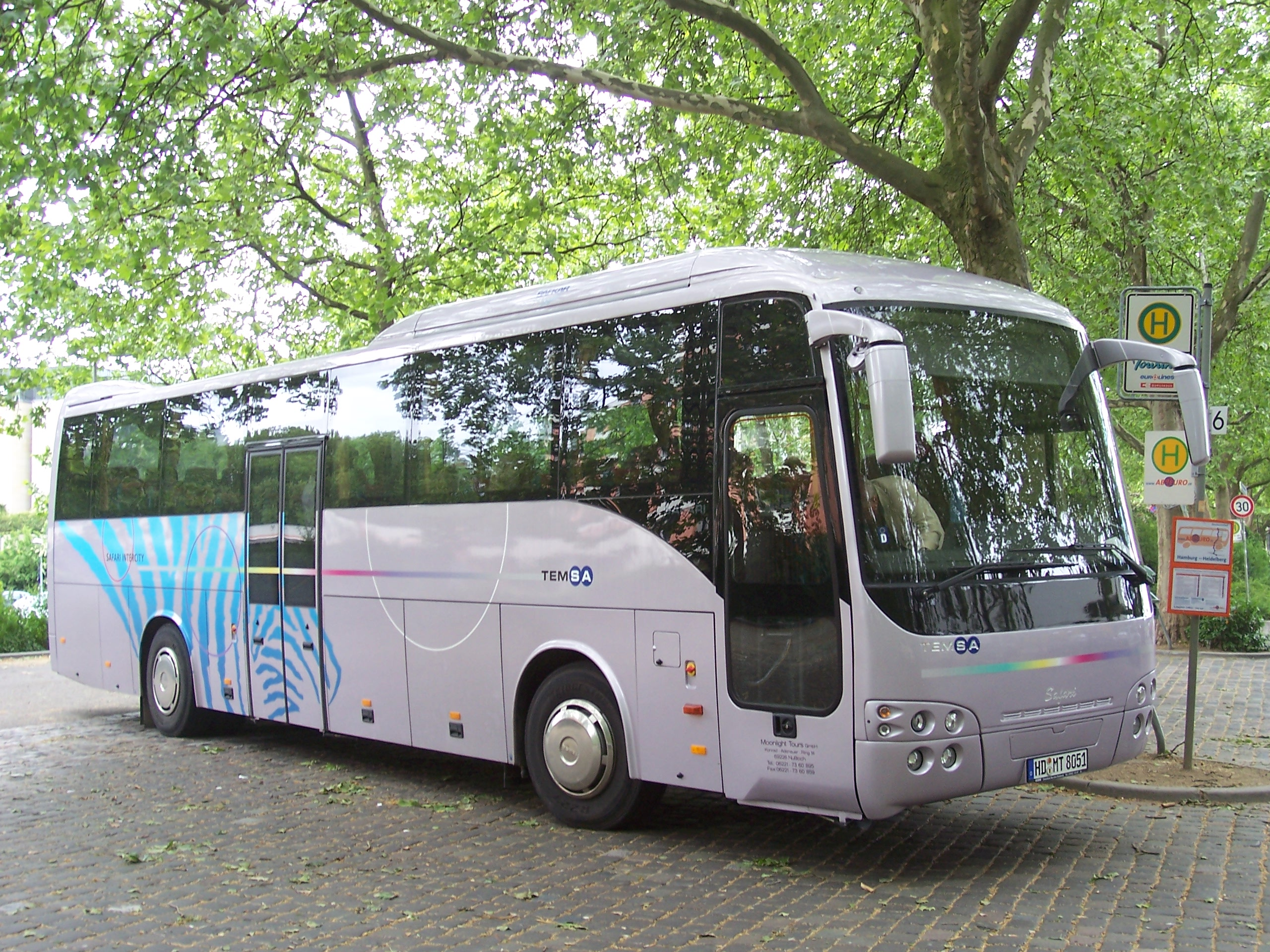
Temsa Safari Intercity

### 現在
- コーチ
  - Diamond - テム・サの最上級車。全長：13m、14m。
  - Safari
    - Safari HD - 全長：12～12.8m。
    - Safari STD - 全長：10.66m、12m、12.8m。
    - Safari IC (Intercity) - 12m and 12.8m。

  - Safir - 全長：12m。
  - Opalin - 全長：8m、9m。
- バス
  - Tourmalin - 全長：12m、12.8m。
  - Metropol - 全長：9,62m。

## 脚注

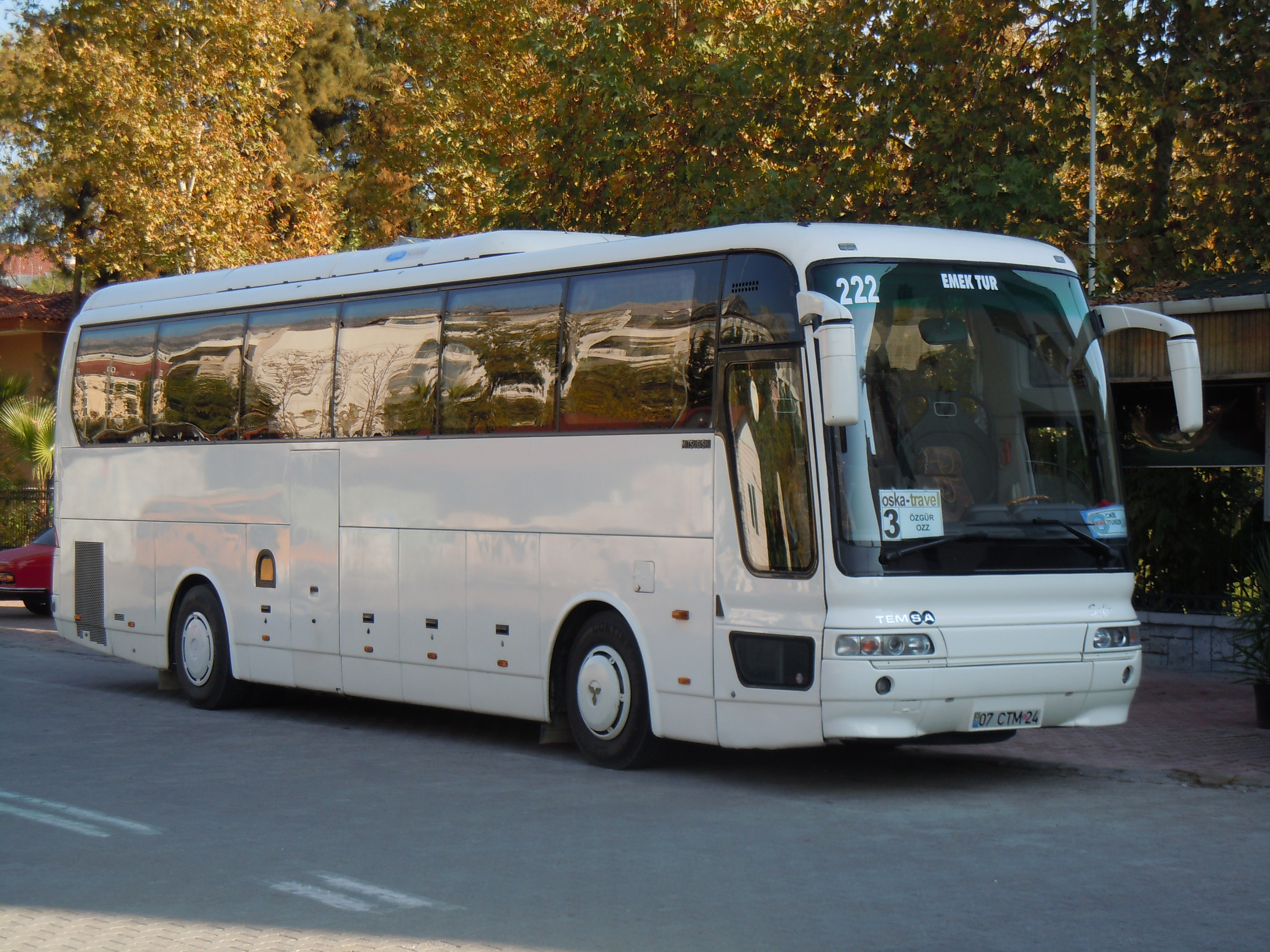
Mitsubishi TEMSA Safir

### 過去
- Maraton (1984 -)
- Prenses (1992 -)
- Prestij (1997 -)